# Rionero in Vulture
Rionero in Vulture är en ort och kommun i provinsen Potenza i regionen Basilicata i Italien. Kommunen hade 13 236 invånare (2017).